# Anopheles fluminensis
Anopheles fluminensis är en tvåvingeart som beskrevs av Francis Metcalf Root 1927. Anopheles fluminensis ingår i släktet Anopheles och familjen stickmyggor. Inga underarter finns listade i Catalogue of Life.